# Міжнародна реакція на російське вторгнення в Україну 2022 року

Міжнародна реакція на російське вторгнення в Україну 2022 року.
----
Країни, які засудили вторгнення
Країни, які дотримуються нейтральної позиції
Країни, які підтримують РФ
Невідомо
----
Російська Федерація
Україна

Росія наклала вето на резолюцію Ради Безпеки ООН про агресію Росії проти України. ОАЕ, Індія та Китай утрималися.
----
Голосували за
Голосували проти
Утрималися
Не члени Ради Безпеки ООН

Реакцією на російське вторгнення в Україну 2022 року стало засудження з боку переважної більшості світових лідерів, причому деякі засудили особисто президента Росії Володимира Путіна за санкціонування військових дій. Деякі лідери держав схвалили вторгнення, а окремі побачили в ньому наслідок провокації НАТО. 13 країн (Венесуела, М'янма, Нікарагуа, Сирія, КНДР, Еритрея, Білорусь, Іран, Куба, Малі, Зімбабве, Буркіна Фасо, Центральноафриканська Республіка) підтримали Росію у вторгненні та звинувачують у цьому провокацію НАТО. Однак з 2024 року режим Асада впав. Нігер і Бурунді також підтримали дії Росії. Деякі країни, зокрема, Китай, Індія, ПАР та низка держав колишнього СРСР зайняли нейтральну позицію.

## Зміцнення власної безпеки іншими державами
- Литва та Молдова оголосили в себе надзвичайний стан через повномасштабний напад РФ на Україну[2][3]. Наступного дня після нападу Росії Молдова призупинила залізничне сполучення з Україною[4].
- Посол України в Туреччині закликав цю країну-члена НАТО закрити свій повітряний простір і перекрити протоки біля входу в Чорне море для російських кораблів[3]. 26 лютого Туреччина закрила Чорне море для російських кораблів, унеможлививши їхній прохід крізь протоки Босфор і Дарданелли[5].
- Уряд Великої Британії оголосив про надання візових пільг громадянам України[6].
- Вперше в історії 25 лютого НАТО активувало багатонаціональні сили, що складаються з сухопутних, повітряних, морських сил і сил спеціальних операцій, для захисту Альянсу. Водночас Верховний головнокомандувач Об'єднаних сил НАТО, генерал Тод Волтерс, уточнив, що в Україну війська Альянсу вводитися не будуть[7].
- Велика Британія[8], Бельгія[9], Норвегія, Італія[10], Німеччина, країни Балтії, Польща, Чехія, Болгарія, Румунія, Словенія[11], Чорногорія[12] послідовно закрили свій повітряний простір для російських літаків[11]. До вечора 27 лютого Європейський Союз повністю закрив свій повітряний простір для всіх літаків, які зареєстровані в Росії або контролюються Росією. Заборона на польоти торкнулася і приватних літаків[13]. Свій повітряний простір закрила також Канада[14], а потім США та Чорногорія[15].
- Німеччина 27 лютого виділила безпрецедентні додаткові $113 млрд на свою армію[16].
- США 1 березня вислали 12 російських дипломатів при ООН за звинуваченням у шпигунстві[17].

## Міжурядові та міжнародні організації
- Генеральна Асамблея ООН прийняла низку резолюцій, що засуджують агресію Росії в Україні та вимагають повного виведення російських військ з суверенної території України (ES-11/1, ES-11/2, ES-11/3), а також Резолюцію стосовно засудження російської агресії у день третьої річниці повномасштабного вторгнення РФ[18]
- 7 квітня 2022 року Генеральна Асамблея ООН призупинила членство Російської Федерації у Раді ООН з прав людини через повномасштабну війну в Україні[19].
- Генеральний секретар ООН Антоніу Гутерріш заявив, що російське вторгнення було «найсумнішим моментом за час мого перебування на посаді», і закликав Путіна вивести свої війська «в ім'я людства»[20]. 25 лютого Рада Безпеки ООН не спромоглася ухвалити резолюцію, яка б засудила вторгнення Росії в Україну. З 15 держав-членів Ради Безпеки 11 підтримали, а 3 утрималися від голосування. Резолюція була відхилена через вето Росії[21].
- Африканський Союз — Голова Комісії Африканського Союзу Муса Факі та Голова Африканського Союзу та президент Сенегалу Макі Салл закликали Росію та «будь-якого іншого регіонального чи міжнародного суб'єкта в обов'язковому порядку поважати міжнародне право, територіальну цілісність та національний суверенітет України» та закликали обох сторонам конфлікту негайно встановити перемир'я та негайно розпочати політичні переговори[22].
- Асоціація держав Південно-Східної Азії (АСЕАН) — міністри закордонних справ держав Асоціації висловили серйозну стурбованість напруженістю між Росією та Україною та закликали до максимальної стриманості та діалогу[23].
- Балтійська асамблея опублікувала заяву, в якій «рішуче засуджує вторгнення Росії в Україну»[24].
- Карибська співдружність опублікувала заяву, де засуджує вторгнення в Україну та вимагає «негайного та повного виведення» російських військових з України[25][26].
- Рада Європи — Комітет міністрів ухвалив резолюцію, яка «найрішучішим чином засуджує збройний напад на Україну», закликає Росію «негайно та беззастережно припинити свої військові операції» та розглядатиме «заходи, які необхідно вжити у відповідь на серйозне порушення Російською Федерацією своїх статутних зобов'язань як держави-члена Ради Європи»[27].
- Європейський Союз — президент Урсула фон дер Ляєн написала у Twitter: «Ми не дозволимо президенту Путіну зруйнувати архітектуру безпеки Європи», а глава зовнішньої політики Жозеп Боррель закликав Путіна зупинити «безглузду агресію». Президент Європарламенту Роберта Метсола закликала до «негайних, швидких, твердих і швидких дій» і скликала позачергову сесію парламенту на 1 березня[28][29][30].
- Міжнародний кримінальний суд — Головний прокурор Міжнародного кримінального суду Карім Ахмад Хан оприлюднив заяву, в якій попереджає, що «будь-яка особа, яка вчиняє такі злочини, у тому числі шляхом наказу, підбурювання чи сприяння іншим чином до вчинення цих злочинів, може бути притягнута до відповідальності у Суді з повною повагою до принципу взаємодоповнюваності. Необхідно, щоб усі сторони конфлікту поважали свої зобов'язання за міжнародним гуманітарним правом»[31] .
- Генеральний секретар НАТО Єнс Столтенберг засудив напад і назвав його «серйозним порушенням міжнародного права». В окремій заяві було оголошено про намір розгорнути сили оборони та засуджено Білорусь за те, що вона сприяла нападу[28].
- Північна рада — президент Ерккі Туоміоя засудив вторгнення як «повністю несправедливе» і заявив, що воно «суперечить як міжнародному праву, так і порядку європейської безпеки»[32].
- Організація американських держав опублікувала заяву, в якій засуджує напад як образу для людства і напад на цивілізовані міжнародні відносини[33].
- Організація економічного співробітництва та розвитку — Рада організації офіційно припинила переговори про вступ з Росією та наказала закрити офіси ОЕСР у Москві.

## Політичні партії та опозиційні політики

### Азія
- Японія
  - Голова Комуністичної партії Японії Кадзуо Шії заявив, що дії Росії порушують основні принципи Статуту ООН і міжнародного права, і що він рішуче засуджує це. Він також заявив, що для президента Путіна абсолютно неприйнятно хвалитися ядерною зброєю Росії, щоб залякати країни світу[34].
  - Демократична партія народу оприлюднила коментар, у якому засуджує військове вторгнення Росії в Україну і вимагає від Росії «негайно припинити збройне вторгнення»[35].
- Тайвань
  - Тайванська опозиційна партія Гоміндан засудила напад на Україну. Партія заявила, що підтримує міжнародне співтовариство, щоб вжити заходів для відновлення миру. KMT також підтверджує свою відданість самообороні та підтримці миру та стабільності в Тайванській протоці[36].
- Ємен
  - Вища політична рада хуситів визнала так звані ЛНР і ДНР[37].

### Європа
- Білоруська опозиція
  - Лідер білоруської опозиції Святлана Ціхановська засудила причетність Росії та Білорусі до вторгнення в Україну. Тихановська засудила, що «Росія за участю режиму Лукашенка розпочала безпідставну та безсоромну військову агресію проти України». Тихановська звернулася до міжнародної спільноти з проханням якнайшвидше ввести найсуворіші санкції проти білоруського режиму і назвала їх «спільниками жорстокого нападу Росії на Україну». Вона стверджувала: «Очевидно, що Лукашенко повністю несе відповідальність за цю непотрібну війну»[38].
  - Білоруська опозиція також допомагає Україні через кібервійну[джерело?].
- Греція
  - Комуністична партія Греції (KKE) засудила «імперіалістичну війну в Україні», видавши відповідне звернення, яке також підписали компартії Іспанії (PCE), Туреччини (TKP) та Мексики (PCM)[39].
- Росія
  - Ув'язнений опозиційний політик Олексій Навальний засудив напад Путіна, заявивши, що війна «принесе велику кількість жертв, знищить життя та ще більше зубожить громадян Росії»[40].
- Словаччина
  - Партія «Голос — соціал-демократія» виступила із заявою про «одноголосне засудження російського вторгнення»[41].
- Іспанія
  - Комуністична партія Іспанії (PCE) оприлюднила заяву, в якій стверджує, що позиція президента Росії Володимира Путіна є «неприпустимим військовим рішенням, яке передбачає колективний провал для всіх народів, зацікавлених у мирі та виконанні Статуту Організації Об'єднаних Націй». ", закликаючи до «негайного припинення всіх військових операцій, ініційованих Росією в Україні», і буде «підтримувати всі ініціативи, які сприяють мирному та остаточному врегулюванню спільної безпеки України та Росії, незалежно від логічних і військових відповідей». Партія також звинуватила США і НАТО.
  - Другий віце-прем'єр-міністр Йоланда Діас, міністр у справах споживачів Альберто Гарсон і міністр соціальних прав Іоне Беларра, всі вони члени коаліції Unidas Podemos, до якої входить PCE, засудили напад Росії на Україну. Діас висловила свою солідарність «з українським народом, який постраждав від цієї безвідповідальної ескалації». Гарсон стверджував, що «український трудящий народ» «страждає від імперіалістичної агресії з боку Росії»[42].
- Об'єднане Королівство
  - Лідер Лейбористської партії та лідер опозиції в британському парламенті Кейр Стармер заявив, що «напад Володимира Путіна на Україну є неспровокованим і невиправданим»[43],  додавши: «Всі ті, хто вірить у тріумф демократії над диктатурою, добра над злом, свободи над чоботом тиранії має тепер підтримувати український народ»[44].
- Німеччина
  - після подій 24 лютого 2022 р. представники більшості німецьких недержавних інституцій (партійних фондів, Інституту Гете, Німецької служби академічних обмінів та Фонду Гумбольдта) засудили російську агресію та скоригували діяльність своїх українських представництв відповідно до умов та потреб воєнного часу[45].

### Північна Америка
- Сполучені Штати
  - Лідер меншості в палаті представників Кевін Маккарті розкритикував вторгнення в Twitter як «безрозсудне і зло» і пообіцяв, що США будуть стояти разом з Україною проти спроб «переписати історію» і «порушити баланс сил у Європі»[46].
  - Лідер меншини в Сенаті Мітч Макконнелл закликав уряд США надати допомогу Україні, заявивши, що уряд повинен «зробити все можливе, щоб зробити це вторгнення Росії болючим для росіян, які в ньому беруть участь[47] .
  - Колишній президент Дональд Трамп назвав початкову стратегію Володимира Путіна розумною і атакував адміністрацію Байдена, стверджуючи, що вторгнення Росії було спричинено результатами президентських виборів у Сполучених Штатах 2020 року, і повторюючи твердження, що вибори були сфальсифікованими[48].

### Південна Америка
- Болівія
  - Колишній президент і лідер опозиції Карлос Меса назвав російське вторгнення „імперіалістичним“ і зажадав від уряду Болівії офіційного засудження[49].
  - Колишній президент Ево Моралес звинуватив „інтервенціонізм“ США у тому, що він спровокував вторгнення Росії в Україну[50].
  - Колишній президент Хорхе Кірога закликав соціалістів 21-го століття і чавістів, „які роками розбурхували примари вторгнень США, які НІКОЛИ не матеріалізувалися“, тепер засудити порушення Росією українського суверенітету[51].
- Бразилія
  - Колишній президент Луїс Інасіо Лула да Сілва з Робочої партії сказав: „Прикро, що в другому десятилітті 21 століття у нас є країни, які намагаються врегулювати свої розбіжності, будь то територіальні, політичні чи комерційні, за допомогою бомб, пострілів, напади, коли їх слід було сісти за стіл переговорів“[52][53].
  - Кандидати в президенти Сіро Гомеш (Демократична робоча партія), Жоао Доріа (Бразильська соціал-демократична партія), Серхіо Моро (Подемос) і Сімоне Тебет (Бразильський демократичний рух) засудили вторгнення в Україну[52].
- Уругвай
  - „Широкий фронт“, головна опозиційна партія в країні, оприлюднила заяву, в якій висловила свою стурбованість ескалацією конфлікту, але висловила жаль, що, якщо конфлікт продовжиться, це може мати серйозні наслідки для обох країн і міжнародного співтовариства. У заяві також закликається „стриманість, взаємна повага, діалог і дипломатія між залученими сторонами для досягнення швидкого врегулювання конфлікту, все в рамках принципів, викладених у Статуті Організації Об'єднаних Націй та всіх нормах міжнародного права“[54].
- Венесуела
  - Спірний президент і лідер опозиції Хуан Гуайдо засудив „невиправдане і огидне військове вторгнення“, здійснене Росією в Україну, і звинуватив президента Ніколаса Мадуро в його підтримці. У заяві: „Ми висловлюємо нашу підтримку українському народу та президенту (Володимиру) Зеленському після невиправданого та огидного військового вторгнення, здійсненого президентом Путіним за підтримки диктатури Ніколаса Мадуро“[55].

## Міжнародні правозахисні організації
- Генеральний секретар Amnesty International Аньес Калламар заявила, що вторгнення „ймовірно призведе до найжахливіших наслідків для людських життів і прав людини“, і закликала „всі сторони суворо дотримуватися міжнародного гуманітарного права та міжнародного права прав людини“[56].
- Президент Міжнародного комітету Червоного Хреста Пітер Маурер заявив, що „інтенсифікація та поширення конфлікту загрожують масштабами смерті та руйнувань, які страшно уявити“, і що „наші команди зараз в Україні продовжать роботу з відновлення життєво важливої інфраструктури, підтримки заклади охорони здоров'я медикаментами та обладнанням, а також підтримка сімей харчовими продуктами та предметами гігієни“[57].
- Лікарі без кордонів, які вже діяли в Україні до вторгнення, заявили, що швидкі зміни контексту вимагали скорочення та припинення деяких раніше пропонованих медичних послуг, але що організація швидко перерозгортається, щоб зосередитися на наданні загальна невідкладна допомога тим, хто може її потребувати[58].
- „Меморіал“ назвав вторгнення „злочином проти миру і людства“ і заявив, що воно „залишиться ганебною главою в історії Росії“[59]
- Керівник відділу „ Репортери без кордонів“ у Східній Європі та Центральній Азії Жанна Кавельє заявила: „Ми знайомі з російськими методами. . . Журналісти є головними мішенями, як ми бачили в Криму з моменту його анексії в 2014 році, а також на територіях, контрольованих Кремлем сепаратистами на Донбасі“, і закликали „російську та українську владу поважати свої міжнародні зобов'язання щодо захисту журналістів“. під час конфліктів»[60].

## Окремі особи та неполітичні групи
- Хакерська група Anonymous засудила атаки; група написала в Твіттері, що «наразі бере участь в операціях проти Російської Федерації». Пізніше група у своєму наборі з двох твітів стверджувала, що «поки люди по всьому світу розбивають ваших інтернет-провайдерів на шматки, розуміють, що вони повністю спрямовані на дії російського уряду та Путіна». Крім того, вони зламали кілька російських вебсайтів і промислових систем управління, таких як пристрої Modbus, і наголосили, що «Anonymous — це не група, не країна, а аморфна ідея. Він тече, як повітря, як вода, як усе. Нехай буде відомо, що з моменту свого заснування Anonymous ніколи не має обмежень, які свідчать про те, що тільки homo sapiens може бути його частиною». На зіпсованому російському вебсайті Anonymous пригрозив, що будь-які подальші кібератаки будуть «спровоковані триваючою неспроможністю Росії визнати, що територіальна агресія сама по собі є пережитком темних віків у далекому минулому»[61][62].
- Венесуельський лауреат премії Сахарова і правозахисник Лорент Салех висловив свою підтримку Україні, сказавши, що «це етичне питання підтримувати тих, хто протистоїть великій тиранії», і що Путін «завжди намагатиметься розширити свій режим». з використанням насильства, шантажу та терору"[63].
- 25 лютого Delta Air Lines оголосила, що припиняє зв'язки з російським перевізником " Аерофлот « після того, як Великобританія заборонила „Аерофлоту“ доступ до свого повітряного простору[64].

### Колишні політики
- Колишні прем'єр-міністри Великобританії Гордон Браун та Джон Мейджор наполягають на створенні міжнародного трибунала для розслідування дій Володимира Путіна щодо України[65].
- Герхард Шредер, колишній канцлер Німеччини, голова російської енергетичної компанії „Роснефть“ і друг президента Путіна, закликав припинити військові дії і страждання українців, звинувачуючи обидві сторони в минулих помилках[66][67].
- Екс-президент України Петро Порошенко з'явився на телебаченні з автоматом Калашникова разом із силами цивільного захисту на вулицях Києва. Він також заявив, що вірить, що „Путін ніколи не завоює Україну, скільки б у нього не було солдатів, скільки б не було ракет, скільки б у нього не було ядерної зброї… Ми, українці, вільний народ, з великим європейським майбутнім. Це точно так“[68]
- Колишній прем'єр-міністр Італії Маттео Ренці, колишній прем'єр-міністр Фінляндії Еско Ахо та колишній канцлер Австрії Крістіан Керн подали у відставку з посад у радах російських компаній на знак протесту[69].

### Науковці
NASA заявило, що американські астронавти та російські космонавти, які зараз перебувають на борту Міжнародної космічної станції (МКС), продовжуватимуть нормальні операції, незважаючи на вторгнення.
Генеральний директор Європейського космічного агентства Йозеф Ашбахер написав у Твіттері, що він сумний і стурбований агресією, і організація продовжить стежити за ситуацією, що розвивається, але продовжить працювати над усіма програмами, включаючи кампанії запуску МКС і ExoMars разом з Росією. Пізніше Рада агентства одностайно проголосувала проти продовження співпраці з Росією в рамках місії ExoMars, і запланований на 2022 рік запуск було скасовано.
В липні 2022 року в Санкт-Петербурзі планувалося провести Міжнародний конгрес математиків, але багато математичних товариств закликали його скасувати і відкликали делегатів.
Allianz der Wissenschaftsorganisationen на чолі з Німецьким дослідницьким фондом DFG і включно з Німецькою конференцією ректорів оприлюднили заяву про заморожування будь-якої співпраці з російськими установами та бізнес-компаніями та припинення всіх спільних наукових заходів, нова співпраця також не повинна розпочинатися. Крім того, вони продовжать співпрацю з українськими установами та підтримуватимуть студентів та науковців, які змушені залишити свою країну через вторгнення Росії.
Лауреат Нобелівської премії з хімії Роалд Гоффман иніціював відкритий лист нобелівских лауреатів на підтримку українського народу та держави перед лицем російської агресії. Станом на 24 березня 2022 лист підписали 203 лауреати.

### Релігійні установи

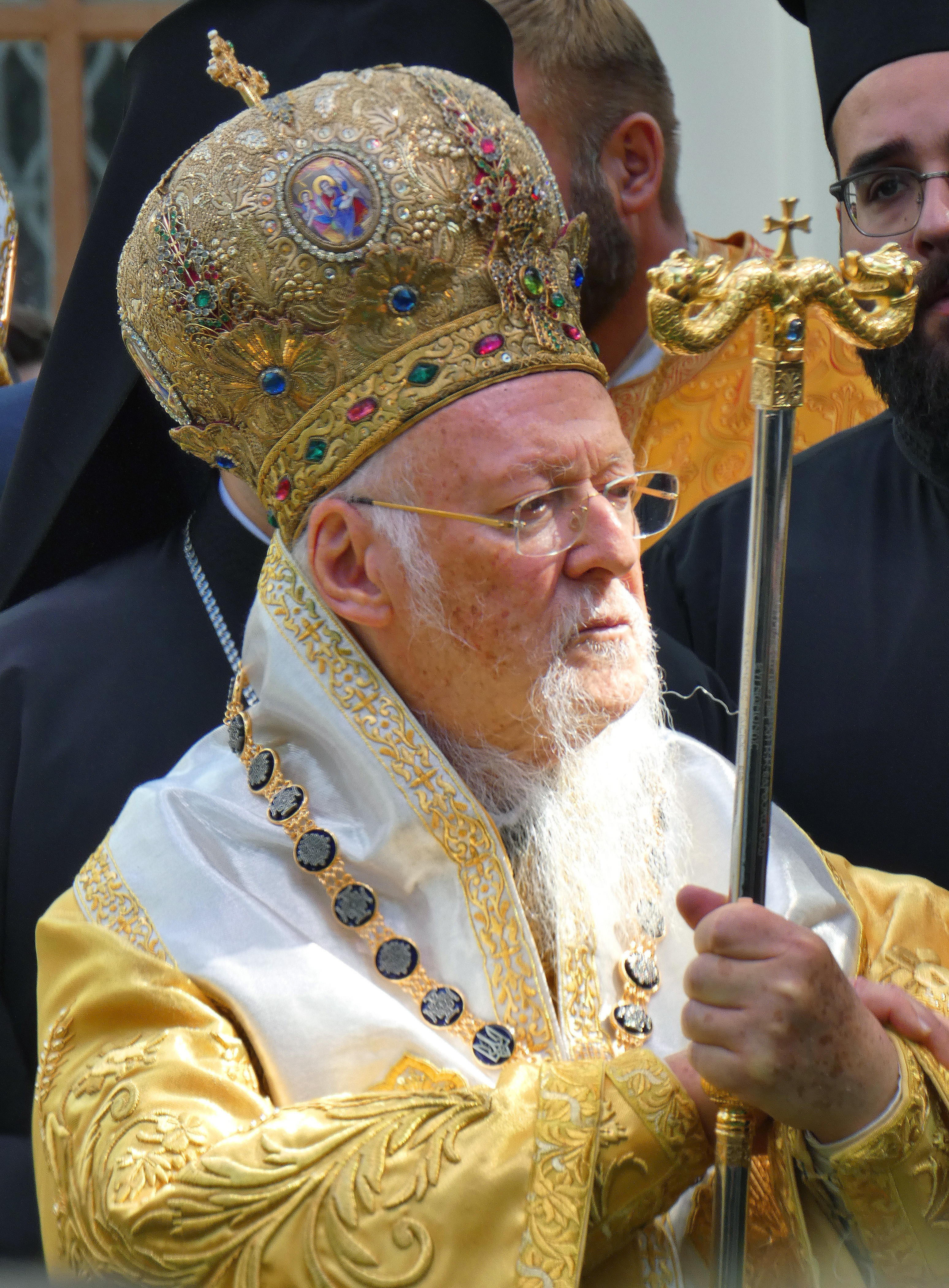
Вселенський Патріарх Варфоломій І у Києві у 2021 році.

У комюніке кардинала-держсекретаря Ватикану П'єтро Пароліна, не називаючи імені Путіна, сказано, що, хоча розгортається найгірший сценарій, „ще є час для доброї волі, ще є простір для переговорів, ще є простір для прояву мудрості“. перешкоджає переважанню партизанських інтересів, що захищає законні прагнення всіх і позбавляє світ дурості та жахів війни». Напередодні Папа Франциск закликав політиків випробувати совість перед Богом за свої дії щодо України та оголосив 2 березня, Попельну середу, Міжнародним днем посту та молитви за мир.
Вселенський патріарх Вартоломій I засудив вторгнення, висловивши глибокий жаль, а також свою підтримку України і заявив, що «молиться до Бога любові і миру просвітити керівництво Російської Федерації, щоб зрозуміти трагічні наслідки його рішення».
Не звертаючись безпосередньо до вторгнення, 23 лютого Кирило, Патріарх Московський і всієї Русі (Російська православна церква), похвалив президента Путіна за служіння народу Росії, сказавши, що Російська православна церква розглядає збройні сили країни як «активні прояви». євангельська любов до ближніх, вірність високим моральним ідеалам правди і добра".
У спільній заяві архієпископ Кентерберійський Джастін Велбі та архієпископ Йоркський Стівен Коттрелл визначили вторгнення як «велике зло», закликавши до публічного рішення обрати шлях до миру та міжнародної конференції для формулювання довгострокових угод. стабільності та миру, підтримуючи пропозицію Папи про всесвітній день молитви та посту за мир.
Митрополит Київський і всієї України Епіфаній І (Православна церква України) засудив нашестя та закликав українців боротися проти російської агресії, закликаючи на Божу допомогу виграти битву. Головний архиєпископ Києво-Галицький Святослав Шевчук (Українська греко-католицька церква) також засудив вторгнення і написав в «Українській правді», що захист Батьківщини є природним правом і громадянським обов'язком.
Парасолькова організація Eurodiaconia та Європейська гуманістична федерація також виступили із заявами, в яких засуджували вторгнення та закликали до миру.
Голова Ради муфтіїв Росії, муфтій шейх Равіль Гайнутдін, закликав мусульман Росії та всіх інших єднатися навколо молитви за мир, відновлення дружніх стосунків і відвернення повномасштабної війни.
Верховний муфтій Росії Талгат Таджуддін схвалив рішення Путіна ввести війська в Україну, подякував Путіну за визнання ЛНР і ДНР від імені «мільйонів російських мусульман».

### Культура
Європейська спілка радіомовлення і телебачення спочатку заявила, що Росії все одно буде дозволено брати участь у пісенному конкурсі Євробачення 2022, але вона «продовжить уважно стежити за ситуацією». Фінляндія погрожує бойкотувати змагання, якщо Росії буде допущено до участі. До вимоги про відсторонення Росії від участі в конкурсі долучилися представники Латвії (гурт «Citi Zēni»), Данії (Данське радіо), Польщі (TVP), Норвегії (NRK), Нідерланди (AVROTROS), Литви (Литовське національне радіо і телебачення), Естонії (ERR), Ісландії (RÚV). EBU оголосив 25 лютого, що Росія не буде допущена до змагань, заявивши, що «включення російської заявки до цьогорічного Конкурсу призведе до погіршення репутації конкурсу».
Організація культурної спадщини Europa Nostra, Європейська асоціація археологів, Національні інститути культури Європейського Союзу та Мережа європейських музейних організацій також виступили із заявами, в яких засуджують вторгнення та закликають до миру.
Російський репер Oxxxymiron оголосив, що скасовує шість концертів у Москві та Санкт-Петербурзі у відповідь на вторгнення.
Мер Мюнхена Дітер Райтер заявив, що зніме Валерія Гергієва з посади диригента Мюнхенської філармонії, якщо Гергієв публічно не засудить вторгнення Росії. Гергієв раніше активно підтримував президента Росії Путіна. Так само Роттердамський філармонічний оркестр заявив, що відмовиться від участі у вересневому фестивалі Гергієва, якщо він не перестане підтримувати Путіна. Міланська театр «Ла Скала» також надіслала Гергієву листа з проханням заявити про свою підтримку мирного врегулювання в Україні, інакше йому не дозволять завершити свою заручину диригуванням оперою «Винової кралі» Петра Чайковського. Це сталося після оголошення нью-йоркського Карнеґі-холу про скасування двох травневих виступів оркестру Маріїнського театру, які мав диригувати Гергієв, а Віденська філармонія виключила Гергієва з п'яти концертного туру по США, які мали розпочатися 25 лютого.
Королівський оперний театр у Лондоні скасував заплановані літні гастролі московського Большого балету. Росіянин Семен Бичков, музичний керівник Чеської філармонії, виступив із критикою Путіна. Чиказький симфонічний оркестр і Берлінська філармонія присвятили виступи у світлі вторгнення.
Американський актор і режисер Шон Пенн зараз перебуває в Україні для зйомок документального фільму про триваюче вторгнення Росії в Україну. 25 лютого 2022 року Пенн заявив: «Якщо ми дозволимо їй [Україні] воювати поодинці, наша душа, як Америка, буде втрачена».
24 лютого оголосила польська компанія з виробництва відеоігор 11 Bit Studios, розробники відеоігри на виживання на війні 2014 року This War of Mine, де гравець керує цивільними під час військової облоги вигаданого міста Погорень у не менш вигаданій східноєвропейській країні Гразнавія. 2021 року, що у відповідь на вторгнення всі гроші, зібрані від продажу гри (яка в Steam коштує 4,99 доларів США) з 24 лютого 2022 року по 3 березня 2022 року, будуть передані Українському Червоному Хресту для безпосередньої допомоги жертвам вторгнення.
Голлівудська акторка Анджеліна Джолі 30 квітня прибула до Львова, де поспілкувалася з українськими переселенцями, на вокзалі зустріла евакуаційний потяг з Донбасу, подякувала залізничникам і волонтерам. Знаменита акторка також пила каву у львівському кафе та рятувалася під час повітряної тривоги у бомбосховищі.
Фронтмен американського поп-рок-гурту Imagine Dragons Ден Рейнольдс 5 червня під час виступу в Празі (Чехія) прийняв від однієї із шанувальниць прапор України та розгорнув його на сцені. Група Imagine Dragons підтримала Україну на благодійному марафоні Save Ukraine, а також скасували концерти в росії.

#### Освітлення визначних пам'яток

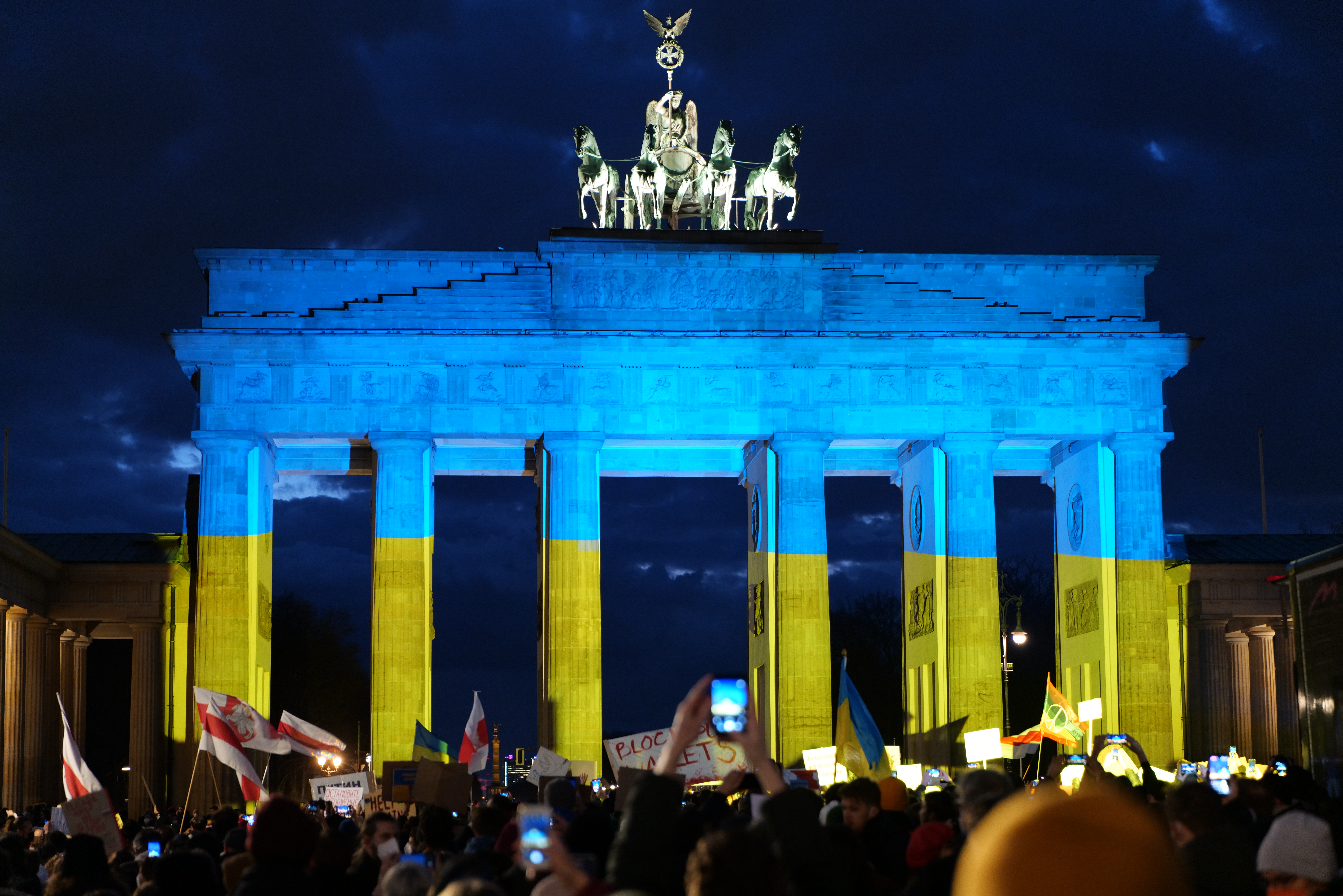
Бранденбурзькі ворота в Берліні підсвітили синьо-жовтим кольором, щоб показати солідарність з народом України

Пам'ятки, освітлені кольорами українського прапора, включали: Емпайр-Стейт-Білдінг, Асамблея штату Нью-Йорк, Лондонське око, Ейфелева вежа, Рибальський бастіон, Колізей, Палаццо Марино, Колона Нельсона, Людвігсбурзька резиденція, Ендрю. Будинок, стадіон Вемблі, Корона-Білдінгс, Парк Катейс, Будівля Сенедда, Будівля SIS, Бранденбурзькі ворота, Даунінґ-стріт, 10, Зал Святого Георгія, численні пам'ятки Мельбурна, включно із залізничним вокзалом Фліндерс, Братиславський Град, Петршинська вежа, Ратуша Сараєво, Моле-Антонелліана, горизонт Далласа, включаючи вежу Реюньйон і готель Omni Dallas, міністерства закордонних справ Данії та Чехії.

### Спорт
Після вторгнення кілька заходів були перенесені, призупинені або скасовані. УЄФА, Європейська футбольна асоціація, оголосила, що фінал Ліги чемпіонів УЄФА 2022 року буде перенесено з Санкт-Петербурга до Парижа. Гран-прі Росії на чемпіонаті Формули-1 2022 року — призупинено. Міжнародна федерація спортивного скелелазіння оголосила про призупинення Чемпіонату світу з боулдера та швидкості в Москві 1–3 квітня з наміром перенести та перенести цей захід. Міжнародна федерація лижного спорту оголосила, що всі інші змагання в Росії скасовані. Всесвітня федерація керлінгу повідомила, що чемпіонат Європи з керлінгу 2022 року, який запланований на 19-26 листопада, більше не проводитиметься в Пермі. ATP переносить турнір St. Petersburg Open.

#### Окремі спортсмени та команди
Вторгнення також вплинуло на участь України у зимових Паралімпійських іграх 2022 року в Пекіні (Китай), а президент Міжнародного паралімпійського комітету Ендрю Парсонс назвав транспортування української збірної до Пекіна величезним викликом. Команда Континентальної хокейної ліги (КХЛ) " Йокерит ", що базується в Гельсінкі, оголосила про своє рішення покинути КХЛ у відповідь на вторгнення і повернутися в SM- лігу на сезон 2022—2023 років.
Вторгнення викликало стурбованість водіїв Формули-1. Серед зацікавлених водіїв є пілот Red Bull Racing і чинний чемпіон Макс Ферстаппен, гонщик Aston Martin і чотириразовий чемпіон Себастьян Феттель, а також пілот Scuderia AlphaTauri П'єр Гаслі . І Ферстаппен, і Феттель пригрозили бойкотувати гонку, якщо гонка пройде за планом. Вторгнення також залишило майбутнє російського водія Haas Микити Мазепіна в підвішеному стані через можливе візове обмеження його громадянства. Керівник команди Гюнтер Штайнер визнав, що майбутнє Мазепіна залишилося невизначеним через події, що відбуваються, і незабаром вирішить проблеми. Позиція Микити також опинилась під загрозою через зв'язок його батька, його батько Дмитро Мазепін — російський олігарх, пов'язаний з президентом Володимиром Путіним.
Австралійська лижниця Даніель Скотт оголосила, що бойкотуватиме фінал Кубка світу з фристайлу FIS 2021–22, який планується провести в Росії. Після оголошення було скасовано інші заходи в Росії.
Двоє українських гравців НБА, Алекс Лен з Сакраменто Кінгз і Святослав Михайлюк з Торонто Репторс, засудили вторгнення.
Російські спортсмени робили навмисно неоднозначні заяви про мир, не згадуючи прямо про вторгнення Росії. Російський гравець НХЛ Алекс Овечкін закликав «більше не війну». Фігуристка Євгенія Медведєва закликала «це все якнайшвидше закінчити, як поганий сон». Російські тенісисти Данило Медведєв та Андрій Рубльов закликали до миру між народами. Шахіст Ян Непомнящий зробив більш конкретну заяву, написавши в Твіттері: «В історії було багато чорних четвергів. Але сьогоднішній день чорніший за інших. #saynotowar».
Польща оголосила, що бойкотує матч плей-офф ЧС-2022 проти Росії в Москві, а польська футбольна асоціація каже: «Більше слів, час діяти. Це єдине правильне рішення» Чеська та шведська команди приєдналися до бойкоту пізніше після того, як Польща оголосила про бойкот.
Швеція та Фінляндія оголосили, що бойкотуватимуть Чемпіонат світу з хоккею з хоккею 2020–22 в Іркутську, який заплановано на жовтень 2022 року. Обидві країни також бойкотували Чемпіонат світу серед юнаків до 17 років, який запланований на березень 2022 року в Кемерово .
Переможниця Ролан Гаррос-2022 й перша ракетка світу Іга Швьонтек 4 червня у підсумковій промові на чемпіонаті підтримала Україну, на що трибуни відповіли гучними оваціями, які не вщухали упродовж пів хвилини.

## Відомі зірки
Підтримали Україну: Мадонна, Леді Гага, Аріана Ґранде, Селена Гомес, Кім Кардаш'ян, Ед Ширан, Елтон Джон, Стівен Кінг, Річард Бренсон, Анджеліна Джолі, Дженніфер Лопес, Дженніфер Еністон, Міла Йовович, Ольга Куриленко, Міла Куніс, Pink Floyd, Maneskin, Джастін Бібер, Девід Бекхем, Арнольд Шварцнегер, Кеті Перрі, Майлі Сайрус, Селін Діон, Шер, Бенедикт Камбербетч, Джоан Роулінг, Джим Керрі, Дуа Ліпа, Сестри Хадід, Гаррі Стайлс, Нікі Мінаж, Шон Пенн, Бен Стіллер, Біллі Айліш, Шеннен Догерті, Еллі Голдінг, Ешлі Бенсон, Орландо Блум, Кетрін Винник, Міша Коллінз.

#### Спонсорство
Німецький футбольний клуб «Шальке-04» оголосив про видалення логотипу головного спонсора «Газпрому» зі своєї форми. Команда Формули-1 Haas оголосила про скасування спонсорства «Уралкалію» під час третього дня передсезонних тестів у Барселоні, а також змінила ліврею своїх болідів Haas VF-22, щоб видалити дизайн, схожий на російський прапор. Англійський футбольний клуб «Манчестер Юнайтед» оголосив, що відкликає спонсорські права «Аерофлоту».

#### Спортивні організації
Міжнародний олімпійський комітет засудив «порушення Олімпійського перемир'я, ухваленого Генеральною Асамблеєю ООН». Хоча Зимові Олімпійські ігри 2022 року в Пекіні завершилися за чотири дні до подій в Україні, перемир'я триває до семи днів після завершення зимових Паралімпійських ігор 2022 року в середині березня. Президент МОК Томас Бах знову закликав до миру. У МОК заявили, що дуже стурбовані олімпійською спільнотою в Україні. Після засідання виконавчого комітету Виконком МОК запропонував накласти санкції на Росію та Білорусь, позбавивши обидві країни права на проведення спортивних заходів та заборонивши використання прапорів обох країн.
Союз європейських футбольних асоціацій (УЄФА) оголосив, що фінал фіналу Ліги чемпіонів УЄФА 2022 року, який має відбутися в Санкт-Петербурзі, буде перенесено з Росії у відповідь на вторгнення. Міжнародна автомобільна федерація скасувала Гран-прі Росії 2022 року в Сочі, яке спочатку було заплановано на 25 вересня, заявивши, що «неможливо провести Гран-прі Росії в нинішніх умовах». Асоціація тенісних професіоналів (АТП) вирішила тимчасово перенести турнір St. Petersburg Open 2022 року з Санкт-Петербурга до Нур-Султана, Казахстан, імовірно через політичну ситуацію в Росії.
Міжнародна шахова федерація ФІДЕ оголосила, що 44-та шахова Олімпіада, яка спочатку планувалась у Москві, не відбудеться в Росії через «швидке погіршення геополітичної ситуації». Міжнародна федерація лижного спорту оголосила, що шість чемпіонатів світу, які спочатку планувалися в Росії на сезон 2021-22 років, будуть скасовані або перенесені в інше місце. Міжнародна федерація спортивного скелелазіння оголосила про призупинення Чемпіонату світу з боулдера та швидкості в Москві 1–3 квітня з наміром перенести та перенести цей захід. Міжнародна тенісна федерація ITF оголосила про скасування «всі події ITF, що відбуваються в Росії на невизначений термін» та перенесення змагань ITF World Tennis Tour M15, які мають відбутися в Україні.

## Виноски
| а. | Косово є суб'єктом територіальної суперечки між Республікою Сербія та Республікою Косово. Республіка Косово в односторонньому порядку проголосила незалежність 17 лютого 2008 року, проте Сербія продовжує вважати її частиною своєї суверенної території. Дві країни почали нормалізувати відносини в 2013 році в рамках Брюссельської угоди. Незалежність Косова визнають 97 зі 193 держав — членів ООН. Загалом 112 держав — членів ООН так чи інакше визнали Косово, проте 15 із них пізніше відмовилися від цього рішення. |